# Кормовской сельский совет
Кормовской сельский совет (укр. Кормівська сільська рада, крымскотат. Toğaylı köy şurası), согласно законодательству Украины — административно-территориальная единица в составе Первомайского района Автономной Республики Крым.
Население сельсовета по переписи 2001 года — 2152 человека. Площадь — 110 км².
К 2014 году состоял из 3 сёл:
- Кормовое
- Тихоновка
- Чапаево

## История
В начале 1920-х годов был образован Тогайлынский сельсовет в составе Евпаторийского района. Согласно Списку населённых пунктов Крымской АССР по Всесоюзной переписи 17 декабря 1926 года, в состав совета входило 6 населённых пунктов с населением 672 человека
Постановлением ВЦИК РСФСР от 30 октября 1930 года был создан Фрайдорфский еврейский национальный район (переименованный указом Президиума Верховного Совета РСФСР № 621/6 от 14 декабря 1944 года в Новосёловский) (по другим данным 15 сентября 1931 года) и совет включили в его состав.
Указом Президиума от 21 августа 1945 года Тогайлынский сельсовет был переименован в Кормовской сельский совет. С 25 июня 1946 года сельсовет в составе Крымской области РСФСР. 24 декабря 1952 года Максимовский преобразован в Ручьёвский. 26 апреля 1954 года Крымская область была передана из состава РСФСР в состав УССР. На 15 июня 1960 года в его составе числились населённые пункты:

| - Алексеевка - Железновка | - Зубовка - Кормовое | - Куликово - Привольное | - Танино - Тихоновка | - Чапаево |

Указом Президиума Верховного Совета УССР «Об укрупнении сельских районов Крымской области», от 30 декабря 1962 года был упразднён Первомайский район и село присоединили к Красноперекопскому. 8 декабря 1966 года был восстановлен Первомайский район и сельсовет вернули в его состав. К 1968 году были ликвидированы Железновка, Зубовка и Куликово. В 1976 году был образован Алексеевский сельсовет, в который отошли сёла Привольное и Танино.
С 12 февраля 1991 года сельсовет в восстановленной Крымской АССР, 26 февраля 1992 года переименованной в Автономную Республику Крым. По Всеукраинской переписи 2001 года население совета составило 2152 человек. С 21 марта 2014 года в составе Крыма аннексирован Россией. Законом «Об установлении границ муниципальных образований и статусе муниципальных образований в Республике Крым» от 4 июня 2014 года территория административной единицы была объявлена муниципальным образованием со статусом сельского поселения.